# Dead Shrimp Blues
Dead Shrimp Blues – utwór bluesowy Roberta Johnsona nagrany w 1937 roku dla Vocalion Records. Jest to jeden z mniej znanych utworów Johnsona, który został nagrany między innymi przez angielskiego gitarzystę Petera Greena. Oryginalną wersję znaleźć można na wielu składankach Roberta Johnsona, między innymi The Complete Recordings.